# ÖBB
ÖBB (Österreichische Bundesbahnen) este o societate feroviară de transport călători din Austria. Sediul ÖBB se află lângă Gara Centrală din Viena.